# ستيف لاك
ستيف لاك (بالإنجليزية: Steve Lake)‏ هو لاعب كرة قاعدة أمريكي، ولد في 14 مارس 1957 في إنغليووود في الولايات المتحدة.

## روابط خارجية
- ستيف لاك على موقع دوري كرة القاعدة الرئيسي (الإنجليزية)
- ستيف لاك على موقعبيزبول رفرنس.كوم (الدوري الرئيسي) (الإنجليزية)
- ستيف لاك على موقعبيزبول رفرنس.كوم (الدوري الثانوي) (الإنجليزية)
- ستيف لاك على موقع إي إس بي إن.كوم (أم.أل.بي) (الإنجليزية)
- ستيف لاك على موقع مشجعي الرسوم البيانية (الإنجليزية)